# Glasnosť

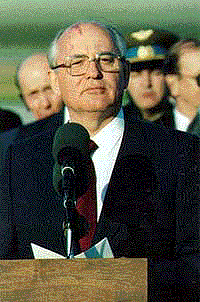
Michail Gorbačov

Výraz glasnosť (rusky: гла́сность) pochází z ruského jazyka a znamená „otevřenost“ v politickém smyslu. Toto slovo bylo zavedeno ve spojitosti s dalším politickým pojmem přestavba – perestrojka (rusky: перестройка) v někdejším Sovětském svazu za vlády Michaila Sergejeviče Gorbačova, posledního prezidenta SSSR před rozpadem. Termín označuje politiku maximální otevřenosti o činnosti státních orgánů a minimálního potlačování svobod slova a informací. Je jedním z klíčových směrů reforem, navržených generálním tajemníkem KSSS a prezidentem SSSR M. Gorbačovem, obecně známých pod názvem Přestavba.

## Původ pojmu
Pojem byl v Rusku užíván již před Gorbačovem. V carském Rusku byl často používán jako označení výměny absolutistické monarchie za monarchií konstituční. Car Alexandr II. tak zase nazýval zavedení veřejných soudních jednání. Pojem se několikrát vyskytl i ve spisech Vladimíra Iljiče Lenina, a právě na tyto zmínky se Gorbačov odvolával, když politiku glasnosti zaváděl. Šlo o významný symbol i proto, že v éře stalinismu se tohoto pojmu nesmělo užívat, ani s odkazem na Lenina, a mluvit se o něm začalo znovu až v 70. letech.

## Gorbačovova glasnosť
Program glasnosti měl několik etap vývoje. Na začátku Gorbačovovy vlády, v letech 1985–86, prakticky se svobodou vyjadřování nesouvisel, šlo o centrálně řízenou kampaň podporující ekonomické reformy perestrojky. Význam se začal měnit v roce 1987. Stále šlo o centrálně řízenou kampaň, ale již volající především po reformě uvnitř Komunistické strany Sovětského svazu (KSSS) a také po boji s korupcí a byrokracií. Šlo o důležitý mezník, neboť sovětský systém tímto poprvé přiznával, že korupce a ztrouchnivělost jsou jeho problémy, a že potřebuje hlubší proměnu. Přibližně od konce roku 1987 vzniklo širší společenské hnutí, které se na Gorbačovův termín glasnosť odvolávalo, ale jehož program se jevil už širší: cílem byla transparentnost, svoboda slova, náboženského vyznání, shromažďování, vědeckého zkoumání i umělecké činnosti, nebo právo na stávku. Gorbačov na toto spontánní hnutí reagoval a stále více i on pojmu užíval ve smyslu svobody informování a legálnosti, ba potřebnosti společenské kritiky. S tímto „osvěcením shora“ se v závěru 80. let v Sovětském svazu rozpoutala velmi svobodná společenská diskuse, jejíž parametry se nedaly srovnávat například s tehdejším Československem, nebo Německou demokratickou republikou, kde se jinak pojmu glasnosť formálně také užívalo. V průběhu této společenské diskuse v SSSR se ve veřejných sdělovacích prostředcích objevila i taková témata jako zločiny minulosti, vhodnost systému více stran, zrušení vedoucí úlohy KSSS, ale stále více také právo národností na sebeurčení, ba nezávislost. Toto téma rezonovalo zejména na periferiích, v neruských členských státech Sovětského svazu, a byla to nakonec asi hlavní tendence, která sovětskou federaci podkopala (zejm. v Pobaltí a na Kavkaze). Zvláštním rysem glasnosti bylo otevření dveří i pavědě a konspiračním teoriím, proslulé je například informování sovětské tiskové agentury RIA Novosti o "přistání mimozemšťanů ve Voroněži" roku 1989. Za konec éry glasnosti bývá označována porážka moskevského puče v srpnu 1991.
V období glasnosti došlo k několika velkým koncertům a festivalům západních kapel v Sovětském svazu, což bylo dříve nepředstavitelné. Mezi nejznámější patří Moscow Music Peace Festival v roce 1989 a Monsters in Moscow v roce 1991.